# Tituly a vyznamenání Václava Havla
Toto je seznam ocenění Václava Havla (1936–2011), bývalého dramatika, esejisty, disidenta, posledního československého a prvního českého prezidenta.

## Státní vyznamenání
| kdy             | kde          | název                                                      | stát               |
| --------------- | ------------ | ---------------------------------------------------------- | ------------------ |
| 10/2011         | Praha        | Vítězný řád svatého Jiří                                   | Gruzie             |
| 10/2006         | Praha        | Řád knížete Jaroslava Moudrého                             | Ukrajina           |
| 11/2005         | Vídeň        | Čestný kříž za vědu a umění                                | Rakousko           |
| 11/2004         | Tchaj-pej    | Řád zářivé hvězdy                                          | Tchaj-wan          |
| 03/2004         | Praha        | Čestný řád Kanady                                          | Kanada             |
| 10/2003         | Praha        | Řád Bílého lva                                             | Česko              |
| 10/2003         | Praha        | Řád Tomáše Garrigua Masaryka                               | Česko              |
| 08/2003         | Dillí        | Mírová cena Mahátmy Gándhího                               | Indie              |
| 07/2003         | Washington   | Prezidentská medaile svobody                               | USA                |
| 01/2003         | Bratislava   | Řád bílého dvojkříže                                       | Slovensko          |
| 04/2002         | Řím          | velkokříž s řetězem Řádu zásluh o Italskou republiku       | Itálie             |
| 09/2001         | Praha        | Řád Maďarské republiky za zásluhy – velký kříž s řetězem   | Maďarsko           |
| 02/2001         | Paříž        | Řád umění a literatury                                     | Francie            |
| 10/2000         | Ankara       | Řád Turecké republiky                                      | Turecko            |
| 05/2000         | Berlín       | Velkokříž za zásluhy                                       | Německo            |
| 09/1999         | Praha        | Řád knížete Vytautase Velikého                             | Litva              |
| 08/1999         | Praha        | Řád tří hvězd                                              | Lotyšsko           |
| 09/1997         | Ammán        | Řád al-Husajna bin Alího                                   | Jordánsko          |
| 09/1996         | Brasília     | Řád Rio Branco                                             | Brazílie           |
| 09/1996         | Buenos Aires | velkokříž s řetězem Řádu osvoboditele generála San Martína | Argentina          |
| 09/1996         | Montevideo   | Medaile republiky                                          | Uruguay            |
| 30. května 1996 | Tallin       | řetěz Řádu kříže země Panny Marie                          | Estonsko           |
| 27. března 1996 | Praha        | Řád lázně                                                  | Spojené království |
| 07/1995         | Praha        | velkokříž s řetězem Řádu Isabely Katolické                 | Španělsko          |
| 11/1993         | Ljubljana    | Zlatá čestná medaile svobody                               | Slovinsko          |
| 10/1993         | Varšava      | Řád bílé orlice                                            | Polsko             |
| 12/1990         | Lisabon      | Řád svobody                                                | Portugalsko        |
| 10/1990         | Praha        | velkokříž s řetězem Řádu Jižního kříže                     | Brazílie           |
| 03/1990         | Paříž        | velký kříž Řádu čestné legie                               | Francie            |

## Čestné doktoráty
| kdy  | univerzita                                                                         | co                                                        |
| ---- | ---------------------------------------------------------------------------------- | --------------------------------------------------------- |
| 2015 | Kjong hi, Soul, Jižní Korea                                                        | čestný doktorát                                           |
| 2010 | Univerzita v Tiraně, Tirana, Albánie                                               | čestný doktorát za celoživotní dílo                       |
| 2009 | SciencesPo, Paříž, Francie                                                         | čestný doktorát institutu                                 |
| 2007 | Univerzita v Udine, Udine, Itálie                                                  | čestný doktorát za literaturu                             |
| 2007 | Univerzita v Liége, Liége, Belgie                                                  | čestný doktorát univerzity                                |
| 2006 | Univerzita Haifa, Haifa, Izrael                                                    | čestný doktorát filozofie                                 |
| 2006 | Western Michigan University, Kalamazoo, Michigan, USA                              | čestný doktorát za literární dílo                         |
| 2006 | Vysoká škola múzických umění, Bratislava, Slovensko                                | čestný doktorát školy                                     |
| 2005 | Thunderbird – The Garvin School of International Management, Phoenix, USA          | čestný doktorát mezinárodního práva                       |
| 2004 | Univerzita Long Island, New York, USA                                              | čestný doktorát společenských věd                         |
| 2004 | Varšavská univerzita, Varšava, Polsko                                              | čestný doktorát historických věd                          |
| 2004 | Národní Chengchi Univerzita, Taipei, Taiwan                                        | čestný doktorát za literaturu                             |
| 2002 | Maltská univerzita, Valletta, Malta                                                | čestný doktorát práv                                      |
| 2002 | Univerzita Lleida, Lleida, Španělsko, Katalánsko                                   | čestný doktorát univerzity                                |
| 2001 | Janáčkova akademie múzických umění, Brno, Česko                                    | čestný doktorát za dramatické umění                       |
| 2000 | Michiganská univerzita, Ann Arbor, Michigan, USA                                   | čestný doktorát práv                                      |
| 2000 | Bilkenská univerzita, Ankara, Turecko                                              | čestný doktorát za literaturu                             |
| 1999 | Univerzita St. Thomas a Macalester College, Minneapolis / St. Paul, Minnesota, USA | čestný doktorát filozofie                                 |
| 1999 | Univerzita Manitoba, Winnipeg, Kanada                                              | čestný doktorát práv                                      |
| 1999 | Lotyšská univerzita, Riga, Lotyšsko                                                | čestný doktorát univerzity                                |
| 1998 | Univerzita v Glasgow, Glasgow, Velká Británie                                      | čestný doktorát filozofie                                 |
| 1998 | Oxfordská univerzita, Oxford, Velká Británie                                       | čestný doktorát práva                                     |
| 1998 | Pretorijská univerzita, Pretorie, Jižní Afrika                                     | čestný doktorát práv                                      |
| 1997 | Bar-Ilanova univerzita, Ramat Gan, Izrael                                          | čestný doktorát filozofie                                 |
| 1997 | Národní univerzita Tarase Ševčenka, Kyjev, Ukrajina                                | čestný doktorát univerzity                                |
| 1997 | Jordánská univerzita, Ammán, Jordánsko                                             | čestný doktorát filozofie                                 |
| 1996 | Vilniuská univerzita, Vilnius, Litva                                               | čestný doktorát univerzity                                |
| 1996 | Trinity College, Dublin, Irsko                                                     | čestný doktorát práv                                      |
| 1996 | Univerzita v Rio de Janeiro, Rio de Janeiro, Brazílie                              | čestný doktorát univerzity                                |
| 1996 | Akademie múzických umění, Praha, Česko                                             | čestný doktorát v oboru divadelní tvorby                  |
| 1995 | Masarykova univerzita, Brno, Česko                                                 | čestný doktorát filozofie                                 |
| 1995 | Univerzita Victoria, Wellington, Nový Zéland                                       | čestný doktorát za literaturu                             |
| 1995 | Harvardova univerzita, Cambridge, Massachusetts, USA                               | čestný doktorát práv                                      |
| 1995 | Technická univerzita Drážďany, Drážďany, Německo                                   | čestný doktorát filozofie                                 |
| 1995 | Univerzita v Novém Jižním Walesu, Sydney, Austrálie                                | čestný doktorát filozofie                                 |
| 1994 | Chulalongkornova univerzita, Bangkok, Thajsko                                      | čestný doktorát univerzity                                |
| 1994 | Bukurešťská univerzita, Bukurešť, Rumunsko                                         | čestný doktorát univerzity                                |
| 1992 | Vratislavská univerzita, Vratislav, Polsko                                         | čestný doktorát věd                                       |
| 1991 | Svobodná univerzita v Bruselu, Brusel, Belgie                                      | dva čestné doktoráty univerzity (vlámská i valonská část) |
| 1991 | Univerzita St. Gallen, St. Gallen, Švýcarsko                                       | čestný doktorát státoprávních věd                         |
| 1991 | Univerzita LeHigh, Bethlehem, Pensylvánie, USA                                     | čestný doktorát filozofie                                 |
| 1991 | Univerzita New York, New York, USA                                                 | čestný doktorát práv                                      |
| 1990 | Univerzita Columbia, New York, USA                                                 | čestný doktorát práv                                      |
| 1990 | Hebrejská univerzita, Jeruzalém, Izrael                                            | čestný doktorát filozofie                                 |
| 1990 | Univerzita Bayreuth, Bayreuth, Německo                                             | čestný doktorát filozofie                                 |
| 1990 | Univerzita Komenského, Bratislava, Československo                                  | čestný doktorát filozofie                                 |
| 1990 | Univerzita Karlova, Praha, Československo                                          | čestný doktorát filozofie                                 |
| 1990 | Palackého univerzita, Olomouc, Československo                                      | čestný doktorát filozofie                                 |
| 1990 | Lawrencova univerzita, Wisconsin, USA                                              | čestný doktorát práv                                      |
| 1982 | Univerzita York, Toronto, Kanada                                                   | čestný doktorát filozofie                                 |
| 1982 | Univerzita Le Mirail, Toulouse, Francie                                            | čestný doktorát univerzity                                |

## Ceny a medaile
| rok  | název                                                               | udělil | kde                                              |
| ---- | ------------------------------------------------------------------- | --- | ------------------------------------------------ |
| 2012 | Český lev 2011                                                      | Česká filmová a televizní akademie                                                                                                | Praha                                            |
| 2011 | Cena Jána Langoše                                                   | Nadácia Jána Langoša | Praha                                            |
| 2011 | Čestné občanství Městské části Praha 6                              | Rada Městské části Praha 6 | Břevnovský klášter                               |
| 2010 | Čestné občanství a Kulturní cena města Trutnova                     | zastupitelstvo města Trutnova | Trutnov                                          |
| 2010 | Cena Franze Kafky                                                   | Společnost Franze Kafky | Praha                                            |
| 2010 | Cena Alcide De Gasperiho                                            | porota Ceny za přínos k budování nové Evropy (převzala Dagmar Havlová v červnu 2011)                                              | Trento, Itálie                                   |
| 2010 | Cena Homo Hellenicus                                                | Výbor Delfské ideje | Delfy, Řecko                                     |
| 2010 | Zlatá medaile míru, demokracie a humanity Ibrahima Rugovy           | Fatmir Sejdiu, prezident Republiky Kosovo                                                                                         | Priština                                         |
| 2009 | Cena obrany svobody Williama J. Brennana                            | Media Law Resource Center | New York, USA                                    |
| 2009 | Cena Quadriga                                                       | spolek Werkstatt Deutschland e.V.                                                                                                 | Berlín                                           |
| 2009 | Goldene Henne                                                       | časopis Superillu a východoněmecká televize MDR                                                                                   | Berlín                                           |
| 2009 | Cena Jana Nowaka-Jezioranského                                      | Kapitula Ceny | Wroclaw                                          |
| 2009 | Cena 1. června                                                      | Zastupitelstvo Města Plzně | Plzeň                                            |
| 2009 | Cena Ď                                                              | porota ceny | Praha, Národní divadlo                           |
| 2009 | Bonnská mezinárodní cena demokracie                                 | Společnost pro Mezinárodní cenu demokracie                                                                                        | Bonn                                             |
| 2009 | Medaile Karla Kramáře                                               | Mirek Topolánek, předseda vlády                                                                                                   | Praha, Kramářova vila                            |
| 2009 | Cena Alfréda Radoka za rok 2008                                     | porota Ceny Alfréda Radoka | Praha                                            |
| 2009 | Cena Institutu Supériuer de Géstion                                 | Institut Supériuer de Géstion | Paříž                                            |
| 2008 | Cena Jaroslava Seiferta                                             | Nadace Charty 77 | Praha                                            |
| 2008 | Cena Point Alpha                                                    | Kuratorium německé jednoty | Praha, velvyslanectví Spolkové republiky Německo |
| 2008 | Cena Karla Čapka                                                    | České centrum Mezinárodního PEN klubu                                                                                             | Praha                                            |
| 2007 | Cena Eleméra Hantose                                                | Středoevropská univerzita | Budapešť, Maďarsko                               |
| 2007 | Cena Dolfa Sternbergera                                             | Společnost Dolfa Sternbergera | Heidelberg, Německo                              |
| 2007 | Medaile Carrasco i Formiguera                                       | Demokratická unie Katalánska | Barcelona, Španělsko                             |
| 2007 | Humanista 20. století                                               | Mezinárodní liga humanistů | Sarajevo, Bosna a Hercegovina                    |
| 2007 | Člověk střední Evropy                                               | Ekonomické forum | Krynica, Polsko                                  |
| 2007 | Zlatá medaile Szécheniyho                                           | Vědecká společnost Szécheniyho | Budapešť, Maďarsko                               |
| 2007 | NDI Harriman Award                                                  | National Democratic Institute for International Affairs                                                                           | Washington, USA                                  |
| 2007 | Democracy Service Medal                                             | National Endowment for Democracy                                                                                                  | Washington, USA                                  |
| 2006 | Cena Aspen Institute                                                | Aspen Institut | New York, USA                                    |
| 2006 | Cena generací                                                       | Světové demografické sdružení | St. Gallen, Švýcarsko                            |
| 2006 | Brückenpreis                                                        | město Řezno | Řezno, Německo                                   |
| 2006 | Cena „Lidé v Evropě“                                                | vydavatelství Verlagsgruppe | Pasov, Německo                                   |
| 2006 | Výroční cena za osobní přínos československé a české kinematografii | Asociace českých filmových klubů                                                                                                  | Uherské Hradiště / Hrádeček                      |
| 2006 | Cena Matky Terezy                                                   | St. Bernardette Institute of Sacred Art                                                                                           | Albuquerque, New Mexico, USA                     |
| 2006 | Statecraft Award                                                    | Výbor pro současná nebezpečí | Washington                                       |
| 2006 | First Freedom Award                                                 | Rada America's First Freedom | Richmond, Virginia, USA                          |
| 2005 | Mezinárodní cena Vittorina Colomba                                  | Nadace Vittorina Colomba | Albiate u Milána, Itálie                         |
| 2005 | Diamantový vavřín umění                                             | slezské regionální instituce | Polsko                                           |
| 2004 | Mírová cena města Soulu                                             | Seoul Peace Prize Committee | Soul, Korea                                      |
| 2004 | Cena Thálie                                                         | kolegium pro udílení ceny za celoživotní přínos divadlu                                                                           | Praha                                            |
| 2004 | Delta Prize                                                         | University of Georgia | Washington D.C., USA                             |
| 2004 | Cena Vize občanské společnosti                                      | společnost American Friends of the Czech Republic                                                                                 | Washington D.C., USA                             |
| 2004 | Cena za mír – Mostar 2004                                           | Centrum pro mír a multietnickou spolupráci                                                                                        | Mostar, Bosna a Hercegovina                      |
| 2004 | Osobnost dialogu za rok 2004                                        | Chorvatská akademická společnost                                                                                                  | Split, Chorvatsko                                |
| 2003 | Cena Společnosti pro vědy a umění                                   | Společnost pro vědy a umění | Praha                                            |
| 2003 | Německá národní cena                                                | Německá národní nadace | Berlín, Německo                                  |
| 2003 | Cena za celoživotní dílo                                            | Malajsijská nadace pro světový mír                                                                                                | Kuala Lumpur, Malajsie                           |
| 2003 | Cena GlobArt                                                        | sdružení GlobArt | Pernegg, Rakousko                                |
| 2003 | Cena Karla Havlíčka Borovského                                      | Institut Karla Havlíčka Borovského                                                                                                | Brno                                             |
| 2003 | Medaile sv. Jiří                                                    | polský Tygodnik Powszechny | Krakov, Polsko                                   |
| 2003 | Občanská cena Hanno R. Ellenbogenové                                | Pražská společnost pro mezinárodní spolupráci                                                                                     | Praha                                            |
| 2003 | Cena svobody                                                        | International Rescue Committee | New York, USA                                    |
| 2003 | Velvyslanec svědomí                                                 | Art for Amnesty při Amnesty Intermational                                                                                         | Dublin, Irsko                                    |
| 2003 | Honour of Ekotopfilm                                                | slovenský Festival Ekotopfilm | Bratislava, Slovensko                            |
| 2002 | Zlatý řád španělských médií                                         | Federace asociací rozhlasu a televize Španělska                                                                                   | Madrid, Španělsko                                |
| 2002 | Ciceronova cena                                                     | Lotyšská univerzita a Lotyšská akademie věd                                                                                       | Riga, Lotyšsko                                   |
| 2002 | Cena časopisu NIKA                                                  | redakce časopisu NIKA | Praha                                            |
| 2002 | Řád Apoštola svobody José Martího                                   | Kubánsko-americká národní nadace                                                                                                  | Miami, Florida, USA                              |
| 2002 | Řád Hrdinů svobody                                                  | Kubánská rada svobody | Miami, Florida, USA                              |
| 2002 | Cena za lidská práva                                                | česká pobočka Amnesty International                                                                                               | Praha                                            |
| 2001 | Velká cena Světové akademie kultur                                  | Světová akademie kultur | Paříž, Francie                                   |
| 2001 | Cena Presseclubu Concordia                                          | svaz rakouských novinářů | Vídeň, Rakousko                                  |
| 2001 | Medaile míru                                                        | obec St. Ulrich bei Steyr | Rakousko                                         |
| 2001 | Cena příteli Lagun Onari                                            | baskická vláda | Vitoria-Gasteiz, Španělsko                       |
| 2001 | Čestná medaile „pro meritis“                                        | Mezinárodní výbor Mauthausen | Vídeň, Rakousko                                  |
| 2000 | Cena Evelyny F. Burkeyové                                           | Cech amerických spisovatelů – východ                                                                                              | New York, USA                                    |
| 2000 | The Wild Geese Award 1999                                           | irská obchodní a kulturní skupina The Wild Geese Prague                                                                           | Praha                                            |
| 2000 | Olympijská brána roku 2000                                          | Mezinárodní olympijský výbor | Lausanne, Švýcarsko                              |
| 2000 | Občanská cena                                                       | nadace Staatsbügerliche Stiftung                                                                                                  | Bad Harzburg, Německo                            |
| 1999 | Cena první dekády deníku Gazeta Wyborcza                            | polský deník Gazeta Wyborcza | Varšava, Polsko                                  |
| 1999 | Cena „Open Society“                                                 | Středoevropská univerzita | Budapešť, Maďarsko                               |
| 1999 | Cena sv. Vojtěcha                                                   | německá Adalbertova nadace | Bratislava, Slovensko                            |
| 1998 | Vestfálská mírová cena                                              | Hospodářská společnost Vestfálska a Lippe                                                                                         | Münster, Německo                                 |
| 1998 | Cena Skupiny univerzit Compostela                                   | Skupina univerzit Compostela | Santiago de Compostela, Španělsko                |
| 1998 | Cena Capo-Circeo-Preis                                              | Společnost německo-italského přátelství                                                                                           | Řím, Itálie                                      |
| 1998 | Čestná plaketa za podporu Nadace Charty 77                          | Nadace Charty 77 | Praha                                            |
| 1997 | Cena Evropský státník roku                                          | Institut pro studie Východ-Západ                                                                                                  | New York, USA                                    |
| 1997 | Medaile Karen Blixen                                                | Dánská akademie | Kodaň, Dánsko                                    |
| 1997 | Cena Evropské rady pro divadlo                                      | Mezinárodní asociace divadelních kritiků, Mezinárodní ústav středomořského divadla, Unie evropských divadel a festival v Avignonu | Paříž, Francie                                   |
| 1997 | Cena J. Williama Fulbrighta                                         | Fulbrightovo sdružení | Washington, USA                                  |
| 1997 | Světová cena Cino del Duca                                          | Nadace Simone a Cino del Duca | Paříž, Francie                                   |
| 1997 | Cena prince asturského                                              | Nadace prince asturského | Oviedo,Španělsko                                 |
| 1997 | Cena míru a demokracie                                              | nositelka Nobelovy ceny míru Aun Schan Su Ťij, jako představitelka Národní ligy pro demokracii                                    | Rangún, Myanmar (Barma)                          |
| 1997 | Cena „za úsilí o nápravu věcí lidských“                             | Nadace Pangea | Praha                                            |
| 1997 | Čestná medaile T. G. Masaryka                                       | Masarykovo demokratické hnutí | Praha                                            |
| 1996 | Prsten Leonarda Franka                                              | organizační skupina Literárních dnů ve Würzburgu                                                                                  | Würzburg, Némecko                                |
| 1996 | Pamětní medaile Jicchaka Rabina                                     | Lea Rabinová | Izrael                                           |
| 1996 | Pamětní medaile Latinskoamerického parlamentu                       | | Sao Paulo, Brazílie                              |
| 1996 | Čestné vyznamenání Akademie brazilské literatury                    | | Rio de Janeiro, Brazílie                         |
| 1996 | Cena Budapešťského klubu                                            | koordinační centrum klubu světových osobností                                                                                     | Budapešť, Maďarsko                               |
| 1995 | Gézská cena                                                         | Nadace Gézského hnutí odboje | Vlaardingen, Nizozemí                            |
| 1995 | Katalánská mezinárodní cena                                         | Katalánský institut středomořských studií                                                                                         | Barcelona, Španělsko                             |
| 1995 | Medaile Jiřího z Poděbrad                                           | Nadace Jiřího z Poděbrad pro evropskou spolupráci                                                                                 | Husine                                           |
| 1995 | Pamětní medaile Přemysla Pittera                                    | Nadace Přemysla Pittera a Olgy Fierzové                                                                                           | Praha                                            |
| 1995 | Cena Budoucnost naděje                                              | Nadace Elieho Wiesela a koncern Asahi Shimbun                                                                                     | Hirošima, Japonsko                               |
| 1994 | Cena Indíry Gándhíové                                               | Indira Gandhi Memorial Trust | Dillí, Indie                                     |
| 1994 | Medaile Svobody                                                     | organizace We the People 2000 | Filadelfie, USA                                  |
| 1994 | Cena Jacksona H. Ralstona                                           | Stanfordova univerzita | Palo Alto, Kalif., USA                           |
| 1993 | Cena Theodora Heusse                                                | Nadace Theodora Heusse | Stuttgart, Německo                               |
| 1993 | Cena Athinai                                                        | Onasissova nadace | Atény, Řecko                                     |
| 1993 | Prezidentská medaile                                                | Univerzita George Washingtona | Washington, USA                                  |
| 1993 | Cena Adolpha Bentincka                                              | společnost pro udílení ceny | Nizozemí                                         |
| 1992 | Světová cena                                                        | sdružení Citizens for the Change of World Affairs                                                                                 | Cedar Rapids, Iowa, USA                          |
| 1992 | Pamětní medaile J. A. Komenského                                    | komise pro oslavy výročí J. A. Komenského                                                                                         | Praha                                            |
| 1991 | Sonningova cena                                                     | Kodaňská univerzita | Kodaň, Dánsko                                    |
| 1991 | Cena Karla Velikého                                                 | společnost pro udílení ceny | Cáchy, Německo                                   |
| 1991 | Cena bratří Kennedyových                                            | Společnost bratří Kennedyových | Dánsko                                           |
| 1991 | Cena Averella Harrimana                                             | Mezinárodní institut pro demokracii                                                                                               | Washington, USA                                  |
| 1991 | Cena Raula Wallenberga za lidská práva                              | Nadace lidských práv | Washington, USA                                  |
| 1991 | Zlatá prezidentská medaile B'nai B'rith                             | Mezinárodní organizace B'nai B'rith                                                                                               | Washington, USA                                  |
| 1991 | Zlatá medaile UCLA                                                  | Kalifornská univerzita | Los Angeles, USA                                 |
| 1991 | Cena obránce svobody                                                | Centrum Simona Wiesenthala | Los Angeles, USA                                 |
| 1991 | Komenského medaile                                                  | Moravian College Bethlehem | Pensylvánie, USA                                 |
| 1991 | Cena Svobody                                                        | výkonný výbor organizace Freedom House                                                                                            | New York, USA                                    |
| 1990 | Cena za politickou knihu roku                                       | Spolek nakladatelů, knihkupců a knihovníků, Nadace Fridricha Eberta                                                               | Frankfurt nad Mohanem, Německo                   |
| 1990 | Zlatá medaile Světového kongresu Slováků                            | | Toronto, Kanada                                  |
| 1990 | Cena ducha svobody                                                  | cena amerických umělců na shromáždění „Pocta Václavu Havlovi“                                                                     | New York, USA                                    |
| 1990 | Zlatá medaile Horní sněmovny francouzského parlamentu               | | Paříž, Francie                                   |
| 1990 | Cena Espaces 89                                                     | francouzští novináři | Paříž, Francie                                   |
| 1990 | Cena Montegrotto                                                    | výbor pro udílení divadelní ceny                                                                                                  | Montegrotto, Itálie                              |
| 1990 | Cena čtyř svobod                                                    | Institut Franklina a Eleonory Rooseveltových                                                                                      | Middelburg, Nizozemí                             |
| 1990 | Cena mezinárodní organizace Rotary                                  | | Portland, Oregon, USA                            |
| 1990 | Cena demokracie                                                     | Národní nadace na podporu demokracie                                                                                              | Washington, USA                                  |
| 1990 | Mírová cena Světového liberálního svazu                             | Liberální internacionála, Světový liberální svaz                                                                                  | Madrid, Španělsko                                |
| 1989 | Cena Svobody pro Chartu 77                                          | skandinávské deníky Politiken a Dagens Nyheter                                                                                    | Kodaň, Dánsko                                    |
| 1989 | Mírová cena Německého knižního velkoobchodu                         | Nadace Mírové ceny | Frankfurt, Německo                               |
| 1989 | Cena Olofa Palmeho                                                  | The Olof Palme Memorial Fund | Stockholm, Švédsko                               |
| 1989 | Cena dr. Karla Rennera                                              | město Vídeň | Vídeň, Rakousko                                  |
| 1989 | Mezinárodní cena Evropské kulturní společnosti                      | výkonný výbor Evropské kulturní společnosti                                                                                       | Francie                                          |
| 1986 | Cena Erasma Rotterdamského                                          | nadace Erasmovy ceny | Rotterdam, Nizozemí                              |
| 1984 | Cena Obie 1984                                                      | porota v kategorii „významný divadelní autor“                                                                                     | New York, USA                                    |
| 1982 | Cena Jana Palacha                                                   | Mezinárodní výbor na podporu Charty 77                                                                                            | Paříž, Francie                                   |
| 1981 | Prix plaisir du Theatre 1981                                        | | Paříž, Francie                                   |
| 1979 | Humanista roku                                                      | „Church of Humanism“ šesti československým disidentům                                                                             | New York, USA                                    |
| 1977 | Mezinárodní cena svobody pro Chartu 77                              | Chartě 77 na Mezinárodní konferenci o svobodě                                                                                     | Oslo, Norsko                                     |
| 1970 | Cena Obie 1969/70                                                   | porota v kategorii „vynikající divadelní hra“                                                                                     | New York, USA                                    |
| 1968 | Velká rakouská státní cena za evropskou literaturu                  | Spolkové ministerstvo pro vzdělání a umění                                                                                        | Vídeň, Rakousko                                  |
| 1968 | Cena Obie 1967/68                                                   | porota v kategorii „nejlepší zahraniční hra“                                                                                      | New York, USA                                    |

## Vybraná členství
| kdy  | kde |
| ---- | --- |
| 2008 | člen mezinárodní skupiny The Elders |
| 2006 | čestný předseda českého PEN klubu |
| 2006 | spoluzakladatel a čestný předseda Evropské nadace pro demokracii |
| 2005 | spoluzakladatel iniciativy Společná starost s Jeho Svatostí Dalajlámou, Jeho královskou Výsostí princem Hassanem bin Tallalem a Jeho Excelencí Frederikem Willemem De Klerkem |
| 2005 | čestný člen poradního sboru Orange Circle Ukraine Initiative |
| 2005 | člen poradního výboru „Dalai Lama's Educating the Heart Dialogue“ spolu s J. S. Dalajlámou a arcibiskupem Desmondem Tutu                                                      |
| 2005 | spoluzakladatel společnosti Naše Bělorusko v České republice |
| 2004 | čestný patron Global Leadership Foundation, Londýn |
| 2004 | člen Výboru 100 pro Tibet, Palo Alto, Ca., USA |
| 2004 | člen poradního sboru Zimbabwe Defend and Aid Fund / Zimbabwe Benefit Foundation, Londýn                                                                                       |
| 2004 | člen Madridského klubu |
| 2003 | člen mezinárodního výboru na podporu demokracie na Kubě |
| 1997 | spoluzakladatel Nadace Dagmar a Václava Havlových Vize 97 |
| 1996 | zakladatel a předseda správní rady Nadace Václava a Olgy Havlových |
| 1996 | čestný člen Evropské akademie pro vědu a umění se sídlem v Salcburku |
| 1996 | čestný člen brazilského PEN klubu |
| 1996 | čestný člen Argentinské rady pro mezinárodní vztahy |
| 1993 | patron a předseda čestného výboru Pražského památkového fondu společně s princem z Walesu                                                                                     |
| 1992 | čestný člen Americké akademie a institutu umění a literatury v New Yorku |
| 1992 | zahraniční člen Akademie humanitních a politických věd Francouzského institutu                                                                                                |
| 1991 | čestný člen Společnosti M. R. Štefánika |
| 1991 | čestný člen Britské královské legie |
| 1990 | čestný předseda Obce spisovatelů |
| 1990 | čestný člen Masarykova demokratického hnutí |
| 1990 | čestný člen Společnosti bratří Čapků |
| 1990 | čestný člen Masarykovy společnosti |
| 1990 | člen Římského klubu |
| 1990 | čestný člen kanadské Akademie pro kulturní rozvoj |
| 1989 | mimořádný člen švýcarského PEN klubu |
| 1989 | čestný člen rakouského PEN klubu |
| 1989 | člen výboru obnoveného českého PEN klubu |
| 1984 | dopisující Člen Bavorské akademie krásných umění |
| 1980 | čestný člen Svobodné akademie umění, Hamburk, Německo |
| 1979 | mimořádný člen francouzského PEN klubu |
| 1978 | člen švédského PEN klubu |